# Сошенко, Иван Максимович
Ива́н Макси́мович Сошенко (2 июня 1807, Богуслав — 19 июля 1876) — украинский художник и педагог. Один из друзей Тараса Шевченко.

## Биография
С 1839 года И. М. Сошенко преподавал в Нежинских гимназиях. С 1846 года преподавал в Немирове. С 1856 по 1867 год И. Сошенко жил в Киеве; с 1856 года преподавал во Второй мужской гимназии.

### Общение с Тарасом Шевченко
Иван Максимович познакомился с Тарасом Шевченком в Летнем саду в Петербурге в 1835 году. Одно время Сошенко и Шевченко делили одну квартиру. Когда Шевченко скончался, Сошенко сопровождал его гроб до Канева.

## Избранные работы
- «Портрет бабушки Н. Чалого»;
- «Женский портрет»;
- «Мальчики-рыболовы»;
- «Продажа сена на Днепре»;
- «Мальчики-рыболовы» (1857);

## Увековеченье памяти
- В 1962 году в городе Киеве именем художника названа улица.
- Произведения художника есть в Национальном художественном музее Украины и Национальном музее Тараса Шевченко.
- В г. Корсуне-Шевченковском, Черкасской области И. М. Сошенко установлен памятник.

## Галерея

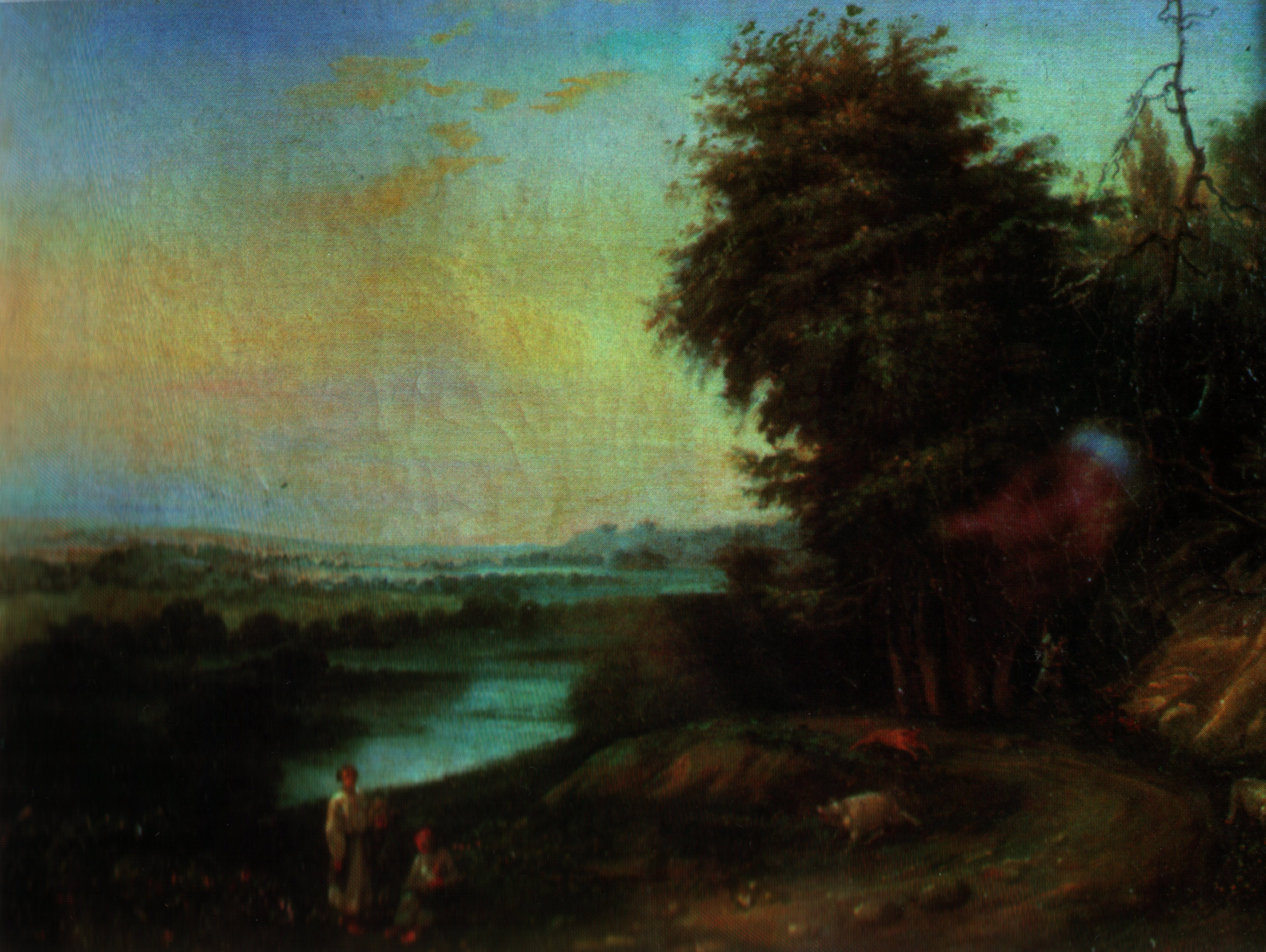
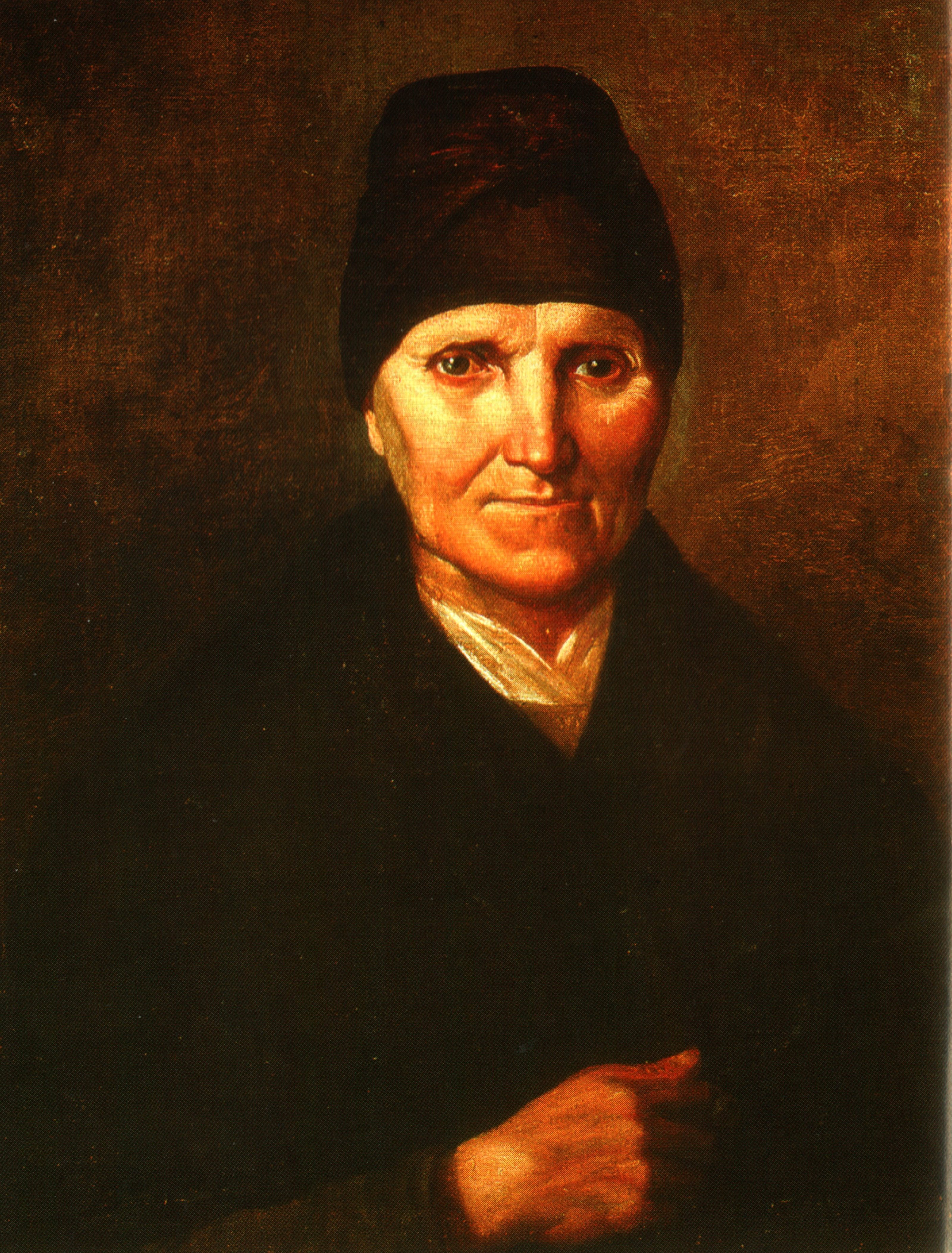
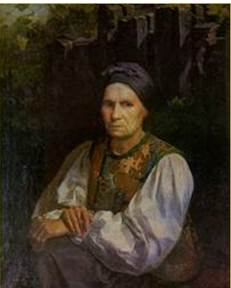
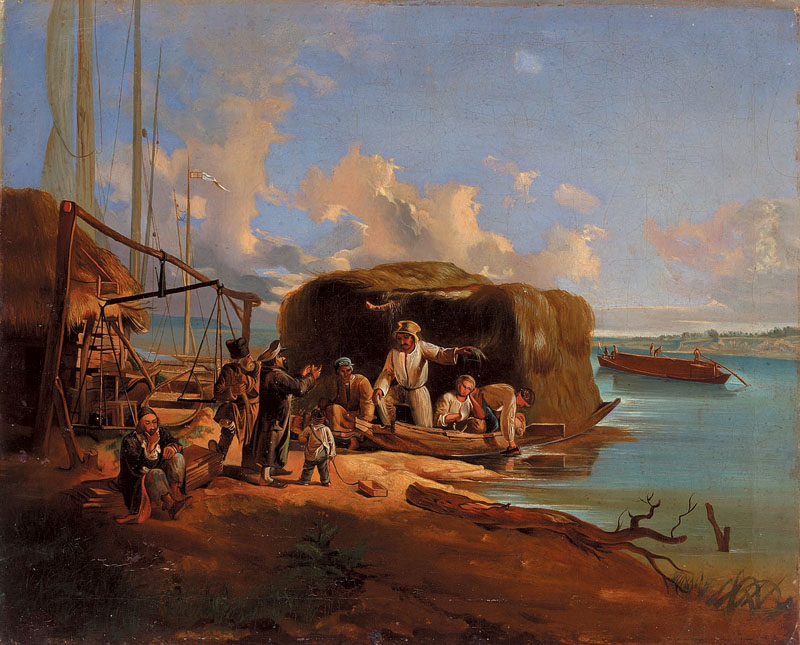